# Dorlan Pabón
Pour les articles homonymes, voir Pabón.
 Dorlan Mauricio Pabón Rios, né le 24 janvier 1988 à Medellín, est un footballeur international colombien qui évolue au poste d'attaquant à Envigado.

## Carrière

### Atlético Nacional
Lors de la Apertura en 2012, il marque 8 buts en 11 matchs. Il est le deuxième meilleur buteur de la Copa Libertadores en 2012 avec 7 buts en 8 matchs.
Le partenaire de Radamel Falcao en sélection colombienne est très convoité par les clubs européens(par l'Olympique de Marseille, le Royal Sporting Club Anderlecht de l’Udinese Calcio et par Parme) pour la saison 2012-2013, sa valeur est estimée à 3 millions €.

### Parme
Le 28 juin 2012, il signe au Parme FC pour un contrat de cinq ans pour une somme aux environs des 4 millions €.

### En équipe nationale
Pabón fait ses débuts avec l'équipe A de Colombie lors d'un match de qualification pour la coupe du monde 2010, organisé par l'Afrique du Sud (Chili-Colombie).
Son premier but avec la Colombie a lieu contre la Bolivie à La Paz lors d'un match de qualification à la coupe du monde 2014, organisé au Brésil (la Colombie remporte le match 2-1 grâce à un but de Radamel Falcao).
Son deuxième but a lieu lors du match Colombie-Argentine à Barranquilla. Malgré ce but, la Colombie perd le match 2-1.

### Caractéristiques du joueur
Il possède une lourde frappe avec le pointu.
Il peut faire la différence individuellement grâce à sa frappe du pointu et à sa rapidité et collectivement grâce à ses une-deux avec ses coéquipiers.

## Statistiques

### En équipe nationale
| Sélection  | Année | Éliminatoires CDM | Éliminatoires CDM | Coupe du monde | Coupe du monde | Copa América | Copa América | Coupe des confédérations | Coupe des confédérations | Amicaux internationaux | Amicaux internationaux | Total   | Total |
| Sélection  | Année | Matches           | Buts              | Matches        | Buts           | Matches      | Buts         | Matches                  | Buts                     | Matches                | Buts                   | Matches | Buts  |
| ---------- | ----- | ----------------- | ----------------- | -------------- | -------------- | ------------ | ------------ | ------------------------ | ------------------------ | ---------------------- | ---------------------- | ------- | ----- |
| Colombie A | 2009  | 2                 | 0                 | -              | -              | -            | -            | -                        | -                        | 2                      | 0                      | 4       | 0     |
| Colombie A | 2010  | 0                 | 0                 | -              | -              | -            | -            | -                        | -                        | 4                      | 0                      | 4       | 0     |
| Colombie A | 2011  | 3                 | 2                 | -              | -              | -            | -            | -                        | -                        | -                      | -                      | 3       | 2     |
| Colombie A | 2012  | 4                 | 1                 | -              | -              | -            | -            | -                        | -                        | -                      | -                      | 4       | 1     |
| Colombie A | Total | 9                 | 3                 | -              | -              | -            | -            | -                        | -                        | 6                      | 0                      | 15      | 3     |

### En club
| Saison                | Club                  | Championnat           | Championnat | Championnat | Coupe(s) nationale(s) | Coupe(s) nationale(s) | Compétition(s) continentale(s) | Compétition(s) continentale(s) | Compétition(s) continentale(s) | Total | Total |
| Saison                | Club                  | Division              | M.          | B.          | M.                    | B.                    | Comp.                          | M.                             | B.                             | M.    | B.    |
| 2012-2013             | Parme FC              | Série A               | 12          | 0           | 1                     | 1                     | -                              | -                              | -                              | 13    | 1     |
| Total sur la carrière | Total sur la carrière | Total sur la carrière | 12          | 0           | 1                     | 1                     | -                              | -                              | -                              | 13    | 1     |

## Palmarès

### En club
- Atlético Nacional
  - Vainqueur de la Apertura en 2011.